# Peguinha-etíope
A peguinha-etíope (Zavattariornis stresemanni), também conhecida por seu nome genérico Zavattariornis, é uma ave semelhante a um estorninho, membro da família dos corvos, Corvidae. É um pouco maior do que o gaio-azul norte-americano e sua cor geral é cinza-azulada, tornando-se quase branca na testa. O pescoço e o peito são branco-creme e a cauda e as asas são de um preto brilhante. As penas pretas têm a tendência de desbotar para marrom nas pontas. A íris da ave é marrom e o olho é cercado por uma faixa de pele azul brilhante. O bico, as pernas e os pés são pretos.
A alimentação geralmente é feita em pequenos grupos e a ave come principalmente insetos. A reprodução geralmente começa em março, com as aves construindo seu ninho no alto de uma acácia. As aves geralmente põem de cinco a seis ovos cor de creme com manchas de tom lilás. O ninho em si tem formato globular com uma entrada tubular na parte superior. É possível que mais do que apenas o casal reprodutor visite o ninho e que os filhotes dos anos anteriores ajudem na criação de novos filhotes.
A área de distribuição dessa espécie é bastante restrita, estando confinada à região de acácias espinhosas no sul da Etiópia, perto de Yabelo [en], Mega [en] e Arero [en]. Curiosamente, ela pode estar ausente de zonas aparentemente adequadas próximas a essas áreas; os motivos para isso não eram claros no passado, mas agora acredita-se que estejam relacionados ao fato de a espécie precisar de uma “bolha” de temperatura mais baixa para forragear adequadamente, o que só está presente em sua pequena área de distribuição, tornando-a um dos poucos animais de sangue quente cuja sobrevivência depende totalmente da temperatura (juntamente com a andorinha-de-cauda-branca simpátrica). Esse requisito a torna extremamente vulnerável às mudanças climáticas, e há projeções de declínios e até mesmo de uma possível extinção na natureza no futuro, tornando-o uma das aves mais ameaçadas pelas mudanças climáticas.

## Taxonomia
A peguinha-etíope foi formalmente descrita em 1938 pelo ornitólogo italiano Edgardo Moltoni [en]. Desde sua descrição, a espécie foi incluída em várias famílias de pássaros. Há muito tempo é considerada um membro da família dos corvos (Corvidae); no entanto, várias características atípicas, como o fato de seus piolhos serem da subordem Mallophaga [en], sua pele facial ser capaz de se movimentar e a estrutura de seu palato, sugerem que ela pode pertencer a outra família. Alguns autores colocaram a espécie na família dos estorninhos, Sturnidae, devido às semelhanças de comportamento e tamanho com o estorninho-carunculado. Outros autores a colocaram em sua própria família monotípica, Zavattariornithidae. A análise de sequenciamento de DNA apoia sua colocação entre os corvídeos, com seus parentes mais próximos sendo os gaios-terrestres [en] e o pega-africana [en]. Foi sugerido que a peguinha-etíope é um ancestral sobrevivente relicto de vários desses parentes.
Essa espécie tem vários nomes comuns, incluindo peguinha-etíope, corvo-do-mato de Stresemann, corvo-do-mato, corvo-do-mato etíope, corvo-do-mato abissínio e Zavattariornis.
O nome do gênero Zavattariornis homenageia Edoardo Zavattari [en], um zoólogo e explorador italiano que foi diretor do Instituto Zoológico da Universidade de Roma entre 1935 e 1958. Seu nome homenageia Erwin Stresemann, um ornitólogo alemão.

## Descrição
A peguinha-etíope tem cerca de 28 centímetros de comprimento e pesa 130 gramas. Os machos e as fêmeas são parecidos e não são sexualmente dimórficos. No geral, é cinza-claro com cauda e asas pretas. A cabeça, o manto, as escápulas, o dorso, a garupa e as coberturas superiores da cauda são todos cinza-claro. As penas na testa, as coberturas superiores das orelhas e o pescoço são brancos. A pele azul-clara ao redor do olho não tem penas e pode ser inflada, estreitando o olho marrom-escuro em uma fenda. As penas atrás do olho são capazes de se mover para revelar uma mancha rosa oblonga de pele. O bico preto da ave se curva em uma ponta bem pontiaguda e é relativamente pequeno para um corvídeo. Esse bico tem de 33 a 39 milímetros de comprimento. As penas no queixo da ave são finas e podem formar um pequeno tufo quando erguidas. O peito e os flancos são cinza-claro, desbotando para o branco nos flancos traseiros, na barriga e na cauda inferior. Nas asas, as coberturas inferior e mediana da asa superior são cinza, enquanto o restante da asa é azul-preto levemente brilhante. Sua cauda azul-preta é relativamente longa e quadrada. Suas pernas são pretas. Quando a plumagem fica desgastada, as partes superiores parecem ter uma coloração marrom. O filhote tem coloração um pouco mais opaca do que o adulto, e as penas do corpo e das asas superiores são franjadas com um tom creme-acastanhado. A pele facial, o bico e as pernas também são cinza opaco.
A peguinha-etíope é uma espécie muito vocal, principalmente quando está forrageando. Sua principal vocalização de contato foi descrita como um único “kej” metálico. Durante o voo, a espécie frequentemente emite um “kerr kerr kerr” nasal e rápido. Embora essas sejam as vocalizações mais frequentes, várias outras são conhecidas. Os adultos emitem um som metálico “kaw, kaw, kaw”. As aves forrageiras emitem “how, how, how”, um único e silencioso “quak” e um suave e repetido “guw”. Durante a construção do ninho, essa ave é conhecida por emitir um som baixo de “keh”, e os adultos emitem um “waw” profundo enquanto esfregam os bicos.

## Distribuição e habitat
Essa espécie é endêmica do centro-sul da Etiópia. Ela vive em uma pequena área circunscrita pelas cidades de Yabelo [en], Borena [en], Mega [en] e Arero [en], na província de Sidamo [en], e se instala na vida selvagem sob proteção no Santuário de Vida Selvagem de Yabelo [en] e no Parque Nacional de Borana [en]. Sua área total abrange cerca de 2.400 km².
A peguinha-etíope vive em savanas planas cobertas por acácias maduras e espinheiros do gênero Commiphora. A ave prefere savanas abertas de gramíneas curtas com povoamentos dispersos desses espinheiros maduros. O solo deve ser profundo e rico. Ela é mais numerosa quando esses povoamentos estão próximos a campos agrícolas. Durante muitos anos, não se sabia por que a espécie podia estar completamente ausente de áreas de habitat adequado próximas a terras aparentemente idênticas, mas habitadas. No entanto, pesquisas recentes revelaram que a ave parece habitar uma área com um extremo de temperatura média muito preciso; todas as terras vizinhas aparentemente adequadas, mas desabitadas, na verdade têm uma temperatura média ligeiramente mais alta, o que parece impedir que as aves colonizem com sucesso. Ela também não é encontrada perto de florestas de folhas largas dispersas compostas de Combretum e Terminalia. Seu habitat fica entre 1.300 e 1.800 metros acima do nível do mar.

## Ecologia e comportamento
A peguinha-etíope é normalmente encontrada em grupos de cerca de seis aves. Essa espécie não migra.

### Dieta
A peguinha-etíope se alimenta tanto no solo quanto nas árvores. Ele começa a forragear ao nascer do sol. Enquanto forrageia, pode estar sozinha, em um par ou em um grupo de seis ou sete outras aves. Uma peguinha-etíope forrageadora cava vigorosamente no solo enquanto seu bico é mantido ligeiramente aberto para capturar quaisquer insetos que ela desenterre. Quando apanha algo, ela o carrega até a árvore ou arbusto mais próximo, prende-o com o pé, mata e come a presa. Essa espécie também já foi vista usando o bico para rasgar madeira podre e inspecionando esterco de gado em busca de alimento. Também pode pousar nas costas do gado para procurar parasitas. Pode perseguir insetos voadores, o que faz a pé, mudando abruptamente de direção e dando saltos voadores atrás de sua presa. Frequentemente se mistura com estorninhos-de-coroa-branca, calaus-de-bico-vermelho, tecelões-de-bico-vermelho e estorninhos-soberbos [en] enquanto procura comida. Ao caçar nas árvores, é capaz de caminhar sobre galhos horizontais e saltar para cima em direção à copa, descendo em seguida em um deslize da copa até o chão.
Alimenta-se principalmente de invertebrados e, especificamente, de insetos, incluindo cupins. Larvas e pupas, especialmente de mariposas Coeloptera [en], são consumidas, assim como os adultos.

### Reprodução
A peguinha-etíope nidifica sozinha ou em uma colônia pequena de três a cinco ninhos. Ela é monogâmica e pode formar um vínculo de par por toda a vida. A peguinha-etíope ocasionalmente tem um terceiro pássaro ou, em casos raros, mais dois a quatro pássaros, que ajudam o casal reprodutor a construir o ninho e a cuidar dos filhotes. Os ajudantes também podem não se restringir a ajudar um ninho de cada vez, pois foram vistos em outros ninhos nas colônias. A aloalimentação e a alopreensão, em que os pássaros se alimentam ou se cobrem uns aos outros, ocorrem tanto entre o casal quanto com as outras aves da colônia. A peguinha-etíope põe seus ovos logo após as primeiras chuvas, que normalmente ocorrem no final de fevereiro e início de março, o que faz com que seus ovos sejam postos no final de março e início de abril.
O ninho é uma estrutura globular desordenada, na qual o telhado se afunila até um ponto que tem uma abertura para a câmara interior. O ninho tem 60 centímetros de diâmetro, enquanto a câmara interior tem 30 centímetros de diâmetro. Para começar a construir o ninho, um único galho é inserido no topo de uma acácia de 5 a 6 metros acima do solo. Isso faz com que os par de pássaros fiquem animados, inflando sua pele facial azul. Quase que ritualisticamente, o par então pega as folhas e os galhos da acácia, deixando-os cair no chão. O par termina essa exibição perseguindo um ao outro pelas árvores antes de continuar a construção. O ninho é feito de galhos espinhosos, enquanto a câmara interna é forrada com grama seca e esterco de gado seco. O solo úmido é usado para manter os galhos iniciais conectados. Os ninhos antigos são reparados e reutilizados.
Até seis ovos são depositados no ninho. Os ovos são de cor de creme com manchas de tom lilás que se concentram em um anel na extremidade mais larga.

## Relacionamento com os seres humanos
Antes do assentamento moderno em vilarejos, os povos indígenas nômades da Etiópia ofereciam áreas de caça fáceis para a peguinha-etíope, pois deixavam para trás o solo solto e coberto de esterco quando moviam seu gado. Isso proporcionava uma grande abundância de larvas de besouro para a ave se alimentar.

### Conservação
As mudanças nos hábitos de pastoreio dos povos indígenas da Etiópia, seguindo a tendência recente de se estabelecerem em aldeias permanentes, afetaram negativamente a peguinha-etíope. Enquanto antes os pastores deixavam o solo solto e coberto de esterco para sustentar as presas do pássaro, esse novo estilo de vida resultou em sobrepastoreio e compactação do solo em algumas áreas. A ideia de propriedade privada da terra também levou ao plantio intensivo de culturas comerciais, como o milho. O solo rico de que a espécie precisa para forragear também é uma terra agrícola de primeira qualidade. No Santuário de Vida Selvagem de Yabelo, as acácias são coletadas para o uso da lenha, removendo o local de nidificação das aves. Embora protegido por lei, esse santuário tem dificuldades para fazer cumprir as leis estabelecidas. Acredita-se que, entre 1999 e 2003, a população da peguinha-etíope tenha diminuído 80%.
A Lista Vermelha da IUCN classifica a peguinha-etíope como espécie em perigo de extinção devido à sua área de distribuição muito restrita e à perda de habitat adequado. A população parece estar diminuindo rapidamente e, em 2007, estimou-se que poderia haver menos de 10.000 aves restantes.

#### Mudanças climáticas
Devido às suas exigências de temperatura extremamente incomuns e específicas, a peguinha-etíope é considerada uma das aves mais ameaçadas pelas mudanças climáticas; prevê-se que as mudanças climáticas reduzirão sua área de distribuição em 90% até 2070, mesmo nos melhores cenários (a área ocupada pode frequentemente superestimar o número de indivíduos que a ocupam, de modo que a redução populacional estimada pode ser ainda maior do que 90%), aumentando drasticamente o risco de extinção, com os piores cenários levando à extinção total na natureza. Prevê-se um resultado semelhante para a andorinha-de-cauda-branca (Hirundo megaensis), que compartilha o mesmo habitat e, provavelmente, requisitos semelhantes, embora a redução estimada da área de distribuição seja muito menor para a andorinha. Ambas as espécies podem ser os únicos exemplos de animais de sangue quente cuja área de distribuição é totalmente determinada pelo clima. A conservação intensiva, como a reprodução em cativeiro [en] e a migração assistida [en], pode ser necessária para preservar a peguinha-etíope. As aves e seu declínio projetado podem ser usados como bioindicadores de mudanças climáticas, permitindo testar a confiabilidade dos modelos de habitat para outros animais ameaçados. Ambas também podem servir como espécies bandeiras para os impactos das mudanças climáticas sobre a diversidade aviária na África.